# Meliphaga gracilis
El mielero grácil (Meliphaga gracilis) es una especie de ave paseriforme de la familia Meliphagidae propia del sur de Nueva Guinea, las islas Aru y la península australiana del Cabo York.

## Subespecies
Se reconocen las siguientes subespecies:
- Meliphaga gracilis stevensi
- Meliphaga gracilis gracilis
- Meliphaga gracilis imitatrix